# 徐溥 (正統進士)
徐溥（1409年—？），字仕弘，福建邵武府邵武縣人，軍籍。明朝政治人物。進士出身。

## 生平
正統六年（1441年）辛酉科福建鄉試第五十九名。正統十三年（1448年）戊辰科會試第九十一名，殿試登進士第二甲第八名。官監察御史。

## 家族
曾祖徐達卿。祖父徐永亨。父徐友誠。